# Augusto Pacheco Fraga
Augusto Pacheco Fraga, noto semplicemente come Guto (Criciúma, 4 maggio 1988), è un ex calciatore brasiliano, di ruolo attaccante.

## Carriera
Ha fatto il suo debutto professionale con la maglia dell'Internacional il 2 settembre 2007 in un pareggio con il Náutico.